# Uddøde sprog
Et uddødt sprog er et sprog, som der ikke længere er nogen som kan tale, særligt hvis der ikke findes nogle genetiske efterkommere. Til forskel fra et død sprog, der ikke længere fungerer som modersmål for et samfund, men som stadig bruges, ligesom latin. Et sprog i dvale er et dødt sprog, der stadig tjener som symbol for en etnisk identitet for en særlig gruppe. Disse sprog gennemgår ofte en form for genoplivning. Sprog, der tales som modersmål af levende grupper kaldes nogle gange moderne sprog til forskel fra døde sprog, særligt i uddannelsessammenhæng.
I moderne tid er sprog typisk uddøde som følge af kulturel assimilation, hvilket leder til sprogskifte, og at modersmålet gradvist er blevet opgivet til fordel for fremmede lingua franca, hovedsageligt fra europæiske lande.
I 2000'erne eksisterede der omkring 7.000 sprog, der taltes som modersmål. De fleste af disse var mindre sprog, som er udryddelsestruet; et estimat fra 2004 vurderer at 90% af alle sprog vil være uddøde i 2050.